# Zataria multiflora
Zataria multiflora — єдиний у своєму роді вид ароматних,  з білуватими волосками напівкущів, що населяють Афганістан, Іран, Пакистан, Кашмір; зростають на відкритих, скелястих ділянках, часто біля сезонних потоків.

## Біоморфологічна характеристика
Стебла густо біло-запушені. Листки невеликі, щільно-залозисто-крапчасті, майже цільні, від ± кулястих до еліптичних, часто з густо біло-волохатими, округлими бруньками в пазухах. Квітки дуже дрібні, майже сидячі. Чашечка яйцювато-циліндрична, актиноморфна, однаково 5-лопатева, частки короткі, ширококутні, всередині волохаті, трубка 5-кутова. Віночок слабко 2-губий, 5-лопатевий (2/3), білий, губи розкинуті, частки майже рівні, трубка ледве виведена з чашечки. Горішки яйцеподібні, гладкі, часто лише 1 розвивається.